# Alpes orientales centrales

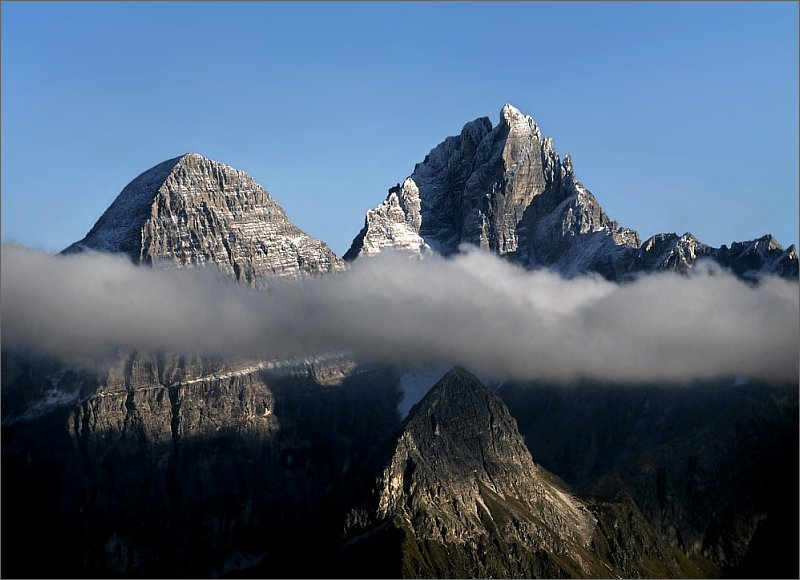
Le sommet du Tribulaun (3097 m) dans les Alpes de Stubai.

Les Alpes orientales centrales constituent un ensemble des Alpes s'étendant du Nord de l'Italie (Lombardie) et l'Est de la Suisse (canton des Grisons), le long de la crête principale en passant par le Liechtenstein et à toute la longueur de l'Autriche jusqu'en Styrie et la frontière hongroise. Elles sont dans le prolongement des plus hauts sommets des Alpes suisses occidentales (Alpes glaronaises et lépontines).

## Classification
Cette subdivision est basée sur la division des Alpes en deux parties, Alpes occidentales et Alpes orientales, dans la littérature germanophone. La distinction s'oriente sur les différences géologiques et géomorphologiques exposées le long de la frontière entre l'Autriche et la Suisse au Rhin alpin et via le col du Splügen vers le sud jusqu'au lac de Côme. Le principe est répandu en particulier par la classification orographique des Alpes orientales développée par les clubs alpins allemand, autrichien et sud-tyrolien (Alpenvereinseinteilung der Ostalpen, AVE).
La classification traditionnelle de la « Partition des Alpes » (Partizione delle Alpi, adoptée en 1926) regroupe sous les Alpes orientales les massifs à l'est du col du Brenner. La proposition récente de la subdivision orographique internationale unifiée du système alpin (SOIUSA) vise à normaliser les diverses subdivisions alpines nationales afin d'aboutir à un résultat acceptable par l'ensemble des pays de l'arc alpin.
Les Alpes orientales centrales différent des Préalpes orientales septentrionales et méridionales, qui s'étend en direction sensiblement parallèlement, par leur nature géologique, à savoir qu'elles sont un socle composé de roches cristallines (gneiss, ardoise, localement du granite) et non de roches sédimentaires. Leurs sommets sont également les plus élevés et dominés par des glaciers; le Piz Bernina représente avec ses 4 048 m d'altitude, le point culminant de toutes les Alpes orientales, dont il est le seul sommet de plus de 4 000 mètres. Il est suivi par l'Ortles (3 905 mètres), le plus haut sommet du Tyrol du Sud, et le Grossglockner (3 798 mètres), le point culminant de l'Autriche. Plus loin à l'Est, les altitudes diminuent continuellement.

## Massifs
Les massifs (d'est en ouest) qui constituent les Alpes orientales centrales sont (la numérotation est celle de la carte ci-contre) :

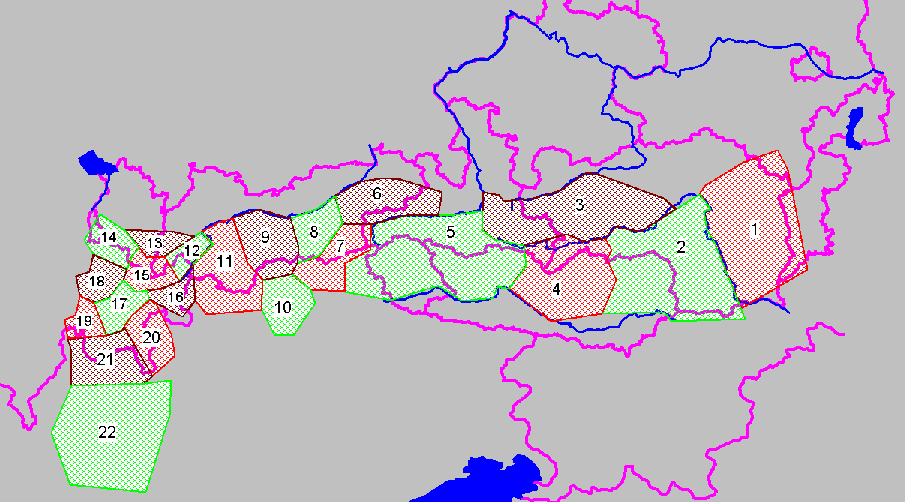
Les massifs des Alpes orientales centrales
(en rose, les frontières des Lands autrichiens et des pays frontaliers).

1. Les Préalpes à l'est de la Mur (comprenant la montagne de la Leitha ainsi que les massifs de Kőszeg et Sopron en Hongrie) ;
2. Les Alpes de Lavanttal ;
3. Les Niedere Tauern ;
4. Les Alpes de Gurktal ;
5. Les Hohe Tauern ;
6. Les Alpes de Kitzbühel ;
7. Les Alpes de Zillertal ;
8. Les Alpes de Tux ;
9. Les Alpes de Stubai ;
10. Les Alpes de Sarntal ;
11. Les Alpes de l'Ötztal ;
12. Le massif de Samnaun ;
13. Le massif de Verwall ;
14. Le Rätikon ;
15. La Silvretta ;
16. La chaîne de Sesvenna ;
17. La chaîne de l'Albula ;
18. La chaîne de Plessur ;
19. La chaîne de l'Oberhalbstein ;
20. La chaîne de Livigno ;
21. La chaîne de la Bernina ;
22. Les Alpes bergamasques.

De manière traditionnelle, les massifs des Alpes orientales centrales se répartissent en trois grandes groupes :
- Les Alpes noriques (Alpes de Lavanttal ; Niedere Tauern ; Alpes de Gurktal ; Hohe Tauern ; Alpes de Kitzbühel ; Alpes de Zillertal ; Alpes de Tux) ;
- Les Alpes atésines (Alpes de Stubai ; Alpes de Sarntal ; Alpes de l'Ötztal) ;
- Les Alpes rhétiques (massif de Samnaun ; massif de Verwall ; Rätikon ; Silvretta ; chaîne de Sesvenna ; chaîne de l'Albula ; chaîne de Plessur ; chaîne de l'Oberhalbstein ; chaîne de Livigno ; chaîne de la Bernina).